# Хосе Марія Кахеме
Хосе Марія Боніфаціо Лейва Перес (відомий як Кахе́ме, дослівно — «той, хто не п'є»; ісп. Cajemé; 14 травня 1835, Ермосійо — 23 квітня 1887) — один з вождів індіанців я́кі, лідер повстання я́кі проти уряду Мексики (1875—1887).

## Життєпис
Народився 14 травня 1835 року в місті Ермосійо (штат Сонора, Мексика). 1849 року разом з батьком під час золотої лихоманки вирушив у Каліфорнію. Завдяки отриманому від знайденого золота, зміг закінчити престижний навчальний заклад в Гуаймасі.
Від 1854 року брав участь у збройних конфліктах у Мексиці, зокрема у війні лібералів за реформу. Учасник війни мексиканського народу проти іноземних інтервентів, дослужився до звання капітана кавалерії. У мексиканській армії різнобічно опанував військовим мистецтвом.
За віддану військову службу 1872 року призначений алькальдом району Які. Влада цим призначенням хотіла втихомирити бунтівних індіанців я́кі, але замість цього Кахеме об'єднав вісім індіанських племен і, оголосивши, що не визнає більше мексиканського уряду, 1875 року очолив боротьбу я́кі за землю і національну незалежність. Я́кі під його керівництвом взялися за зброю і пішли в гори, де здобували перемоги над усіма посиланими проти них загонами. Завдяки багаторічному бойовому досвіду об'єднав всі міста індіанців я́кі і перший час успішно боровся з мексиканською армією. Збройне протистояння супроводжувалося звірствами з обох сторін.
Спроби урядових військ придушити рух довгий час закінчувалася невдачею. Зрештою голод змусив повстанців сховатися в укріпленій гірській фортеці Буатачіве. 1887 року заколотники були розгромлені мексиканською армією. І хоча Кахеме вдалося втекти і сховатися в Гуаймасі, він врешті-решт потрапив у полон і 23 квітня 1887 року розстріляний.

## Пам'ять

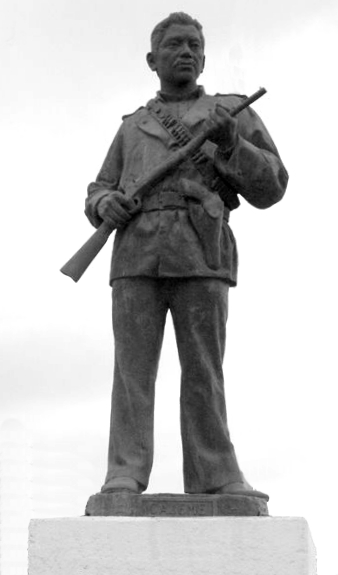
Пам'ятник Кахеме в Сьюдад-Обрегоні.

- На його честь названо місто Кахеме[ru] в штаті Сонорі в Мексиці;
- У Сьюдад Обрегоні Кахеме встановлений пам'ятник.